# Édouard Réquin
Edouard-Jean Réquin (* 13. Juli 1879 in Rouen, Département Seine-Maritime; † 2. Januar 1953) war ein französischer Général d’armée, der unter anderem während des Zweiten Weltkrieges Oberkommandierender der 4. Armee war.

## Leben
Réquin absolvierte eine Offiziersausbildung an der Militärschule Saint-Cyr und war danach Offizier in verschiedenen Einheiten des Heeres (Armée de terre ). Er war zwischen dem 16. September 1927 und dem 20. Dezember 1930 zur besonderen Verfügung und erhielt während dieser Zeit am 8. Dezember 1928 seine Beförderung zum Général de brigade. Anschließend war er vom 20. Dezember 1930 bis zum 14. Oktober 1932 Chef des Militärkabinetts im Kriegsministerium und war damit einer der engsten Mitarbeiter der damaligen Kriegsminister Louis Barthou, André Maginot, André Tardieu, François Piétri und Joseph Paul-Boncour. In dieser Zeit erfolgte am 18. März 1932 seine Beförderung zum Général de division.
Réquin fungierte zwischen dem 14. Oktober 1932 und dem 6. April 1935 als Kommandeur der 11. Division. Nach seiner Beförderung zum Général de corps d’armée am 6. April 1935 wurde er Kommandant der 18. Militärregion und bekleidete diese Funktion bis zum 1. August 1936. Danach war er vom 1. August 1936 bis zum 4. September 1938 Kommandant der 20. Militärregion und wurde am 4. September 1938 zum Général d’armée befördert. Anschließend war er zwischen dem 4. September 1938 und dem 2. September 1939 Mitglied des Obersten Kriegsrates sowie in Personalunion zeitgleich Kommandant der Hochschule für Studien der nationalen Verteidigung (Collège des Hautes Etudes de Défense Nationale).
Nach Beginn des Zweiten Weltkrieges wurde Touchon am 2. September 1939 Oberkommandierender der 4. Armee, die zur Verteidigung der Maginot-Linie im Bereich der Saar und Lothringens aufgestellt wurde. Sie war Teil der 2. Heeresgruppe unter General André-Gaston Prételat und verfügte zu Beginn des deutschen Westfeldzugs über zwei Armeekorps und zwei unabhängige Divisionen, davon eine polnische. Im Zuge der Saar-Offensive, einer kleinen Offensive zu Beginn des Sitzkrieges, rückten im September 1939 Truppen der 2. Heeresgruppe einige Kilometer auf deutsches Gebiet vor. Nach der Niederlage Frankreichs im Juni 1940 wurde sie aufgelöst und Réquin daraufhin am 6. Juli 1940 Inspekteur der 17. und 18. Militärregion. Auf diesem Posten verblieb er bis zum 10. November 1940 und fungierte danach vom 10. November 1940 bis zu seiner Versetzung in den Ruhestand am 13. Juli 1941 als Kommandierender General der 2. Divisionsgruppe.
Réquin, dem unter anderem das Großkreuz der Ehrenlegion (Grand-croix de la Légion d’Honneur) verliehen wurde, wurde 1945 Präsident der Gesellschaft der Mitglieder der Ehrenlegion SMLH (Société des membres de la Légion d’honneur) und hatte diese Funktion bis zu seiner Ablösung durch General Henri-Emile-Louis Rouvillois 1952.

## Veröffentlichungen
- La Course de l’Amérique à la Victoire, 1919
- Projet de Traité d’Assistance Mutuelle, 1924
- Combats pour l’Honneur, 1946
- Archinard et le Soudan, 1946
- D’une guerre à l’autre 1919–1939, 1949